# Phytobia vanduzeei
Phytobia vanduzeei är en tvåvingeart som beskrevs av Spencer 1981. Phytobia vanduzeei ingår i släktet Phytobia och familjen minerarflugor. Inga underarter finns listade i Catalogue of Life.